# ماسامي إيواساكي
ماسامي إيواساكي (岩崎征実 إيواساكي ماسامي) هو مؤدي أصوات ياباني ولد في 25 أكتوبر 1971 في طوكيو.

## أدواره في الأنمي

### مسلسلات أنمي تلفزيونية
- يوغي - رولاند
- يوغي GX - الرئيس شيبرد
- مغامرة جوجو الغريبة: ستارداست كروسيدرز - زي زي
- آيشيلد 21 - كوجي كوروكي، كاورو هاتسوجو
- غوين ساغا - سكارل
- كاتيكيو هيتمان ريبورن! - إييميتسو ساوادا
- جانسلينجر جيرل - ألفونسو
- جانسلينجر جيرل: IL TEATRINO - ليوني
- إيس أتورني - ديك غامشو
- ماين ليب - فريتز

### أوفا أنمي
- دوت هاك كوانتوم - سميث

## أدواره في الدبلجة اليابانية
- ترانسفورمرز: برايم - سكايكويك، دريدوينغ

## وصلات خارجية
- ماسامي إيواساكي على موقع IMDb (الإنجليزية)
- ماسامي إيواساكي على موقع ميوزك برينز (الإنجليزية)
- ماسامي إيواساكي على موقع قاعدة بيانات الفيلم (الإنجليزية)
- ماسامي إيواساكي على موقع كينوبويسك (الروسية)
- ماسامي إيواساكي على موقع ANN person (الإنجليزية)

- صفحة IMDb